# Кырвер, Борис Вольдемарович
Борис Вольдемарович Кы́рвер (1917—1994) — эстонский советский композитор. Народный артист Эстонской ССР (1965). Лауреат Сталинской премии третьей степени (1951).

## Биография
Родился 17 (30) марта 1917 года в Ревеле (ныне Таллин). В 1950 году окончил Таллинскую консерваторию по классу композиции Х. Эллера. Скончался 17 августа 1994 года.

## Творчество
Оперетты
- «По следам Гермеса» (1946, с Л. Т. Норметом)
- «Только мечта» (1955)[1]
- «Лесной цветок» (1959)
- «Пожалуйста, что вам угодно?» (1962)
- «1000 метров любви» (1965)
- «Человек с домовым» (1968)

Мюзиклы
- «Короли и капуста» (1971)
- «Золотой телёнок» (1977)

Зингшпили
- «Болотные черти» (1950)
- «Женитьба — дело нешуточное» (1954)

Кино
- Счастье Андруса (1955)
- На задворках (1956)
- Подводные рифы (1959)

## Награды и премии
- два ордена Трудового Красного Знамени (30.12.1956, 1971)
- орден Дружбы народов
- орден «Знак Почёта» (10.04.1967)
- народный артист Эстонской ССР (1965)
- заслуженный деятель искусств Эстонской ССР
- Сталинская премия третьей степени (1951) — за песни «У нас в колхозе», «Летним вечером», «Качель зовёт», «После работы»
- Государственная премия Эстонской ССР (1949, 1950)